# UNICEF Open 2012 - Qualificazioni singolare maschile
Le qualificazioni del singolare maschile dell'UNICEF Open 2012 sono state un torneo di tennis preliminare per accedere alla fase finale della manifestazione. I vincitori dell'ultimo turno sono entrati di diritto nel tabellone principale. In caso di ritiro di uno o più giocatori aventi diritto a questi sono subentrati i lucky loser, ossia i giocatori che hanno perso nell'ultimo turno ma che avevano una classifica più alta rispetto agli altri partecipanti che avevano comunque perso nel turno finale.

## Teste di serie
1. Benjamin Becker (ultimo turno)
2. Philipp Petzschner (Qualificato)
3. Thomas Schoorel (secondo turno)
4. Peter Torebko (primo turno)

1. Pierre-Ludovic Duclos (Qualificato)
2. Matt Reid (secondo turno)
3. Denys Molčanov (secondo turno)
4. Riccardo Ghedin (primo turno)

### Qualificati
1. Mikhail Ledovskikh
2. Philipp Petzschner

1. Pierre-Ludovic Duclos
2. Márton Fucsovics

## Tabellone qualificazioni

### Legenda
| - Q = Qualificato - WC = Wild card - LL = Lucky loser | - ALT = Alternate - SE = Special Exempt - PR = Protected Ranking | - w/o = Walkover - r = Ritirato - d = Squalificato |

### Sezione 1
|  | Primo turno        | Primo turno           | Primo turno           | Primo turno | Primo turno |  |  | Secondo turno | Secondo turno      | Secondo turno      | Secondo turno      | Secondo turno      |   |   | Ultimo turno | Ultimo turno    | Ultimo turno    | Ultimo turno | Ultimo turno |  |
|  |                    |                       |                       |             |             |  |  |               |                    |                    |                    |                    |   |   |              |                 |                 |              |              |  |
|  | 1                  | Benjamin Becker       | Benjamin Becker       | 6           | 6           |  |  |               |                    |                    |                    |                    |   |   |              |                 |                 |              |              |  |
|  |                    | Pierre-Hugues Herbert | Pierre-Hugues Herbert | 4           | 4           |  |  | 1             | Benjamin Becker    | Benjamin Becker    | 6                  | 6                  |   |   |              |                 |                 |              |              |  |
|  | Alexander Lazov    | Alexander Lazov       | Alexander Lazov       | 6           | 6           |  |  |               | Alexander Lazov    | Alexander Lazov    | 3                  | 3                  |   |   |              |                 |                 |              |              |  |
|  | Kirill Dmitriev    | Kirill Dmitriev       | Kirill Dmitriev       | 3           | 4           |  |  |               |                    |                    |                    |                    |   |   | 1            | Benjamin Becker | Benjamin Becker | 4            | 4            |  |
|  | Evgenij Korolëv    | Evgenij Korolëv       | 6                     | 3           | 2           |  |  |               |                    |                    | Mikhail Ledovskikh | Mikhail Ledovskikh | 6 | 6 |              |                 |                 |              |              |  |
|  | Mikhail Ledovskikh | Mikhail Ledovskikh    | 2                     | 6           | 6           |  |  |               | Mikhail Ledovskikh | Mikhail Ledovskikh | 7                  | 6                  |   |   |              |                 |                 |              |              |  |
|  | WC                 | Kimmer Coppejans      | Kimmer Coppejans      | 63          | 4           |  |  | 7             | Denys Molčanov     | Denys Molčanov     | 5                  | 3                  |   |   |              |                 |                 |              |              |  |
|  | 7                  | Denys Molčanov        | Denys Molčanov        | 7           | 6           |  |  |               |                    |                    |                    |                    |   |   |              |                 |                 |              |              |  |

### Sezione 2
|  | Primo turno          | Primo turno          | Primo turno          | Primo turno | Primo turno |  |  | Secondo turno | Secondo turno        | Secondo turno        | Secondo turno      | Secondo turno      |   |    | Ultimo turno | Ultimo turno       | Ultimo turno       | Ultimo turno | Ultimo turno |  |
|  |                      |                      |                      |             |             |  |  |               |                      |                      |                    |                    |   |    |              |                    |                    |              |              |  |
|  | 2                    | Philipp Petzschner   | Philipp Petzschner   | 6           | 6           |  |  |               |                      |                      |                    |                    |   |    |              |                    |                    |              |              |  |
|  | WC                   | George Bastl         | George Bastl         | 3           | 1           |  |  | 2             | Philipp Petzschner   | Philipp Petzschner   | 6                  | 6                  |   |    |              |                    |                    |              |              |  |
|  | Juan Sebastián Cabal | Juan Sebastián Cabal | Juan Sebastián Cabal | 6           | 7           |  |  |               | Juan Sebastián Cabal | Juan Sebastián Cabal | 2                  | 2                  |   |    |              |                    |                    |              |              |  |
|  | Andrea Agazzi        | Andrea Agazzi        | Andrea Agazzi        | 2           | 6           |  |  |               |                      |                      |                    |                    |   |    | 2            | Philipp Petzschner | Philipp Petzschner | 6            | 7            |  |
|  | Gibril Diarra        | Gibril Diarra        | Gibril Diarra        | 4           | 4           |  |  |               |                      |                      | John-Patrick Smith | John-Patrick Smith | 2 | 63 |              |                    |                    |              |              |  |
|  | John-Patrick Smith   | John-Patrick Smith   | John-Patrick Smith   | 6           | 6           |  |  |               | John-Patrick Smith   | 4                    | 6                  | 6                  |   |    |              |                    |                    |              |              |  |
|  |                      | Adrien Bossel        | 4                    | 6           | 1           |  |  | 6             | Matt Reid            | 6                    | 1                  | 4                  |   |    |              |                    |                    |              |              |  |
|  | 6                    | Matt Reid            | 6                    | 3           | 6           |  |  |               |                      |                      |                    |                    |   |    |              |                    |                    |              |              |  |

### Sezione 3
|  | Primo turno     | Primo turno           | Primo turno     | Primo turno | Primo turno |  |  | Secondo turno | Secondo turno         | Secondo turno   | Secondo turno         | Secondo turno         |   |   | Ultimo turno | Ultimo turno | Ultimo turno | Ultimo turno | Ultimo turno |  |
|  |                 |                       |                 |             |             |  |  |               |                       |                 |                       |                       |   |   |              |              |              |              |              |  |
|  | 3               | Thomas Schoorel       | 4               | 6           | 6           |  |  |               |                       |                 |                       |                       |   |   |              |              |              |              |              |  |
|  |                 | Alexander Sadecky     | 6               | 4           | 2           |  |  | 3             | Thomas Schoorel       | Thomas Schoorel | 3                     | 5                     |   |   |              |              |              |              |              |  |
|  | Albano Olivetti | Albano Olivetti       | Albano Olivetti | 64          | 3           |  |  |               | Niels Desein          | Niels Desein    | 6                     | 7                     |   |   |              |              |              |              |              |  |
|  | Niels Desein    | Niels Desein          | Niels Desein    | 7           | 6           |  |  |               |                       |                 |                       |                       |   |   |              | Niels Desein | Niels Desein | 68           | 4            |  |
|  | Yann Marti      | Yann Marti            | 2               | 6           | 4           |  |  |               |                       | 5               | Pierre-Ludovic Duclos | Pierre-Ludovic Duclos | 7 | 6 |              |              |              |              |              |  |
|  | Alban Meuffels  | Alban Meuffels        | 6               | 4           | 6           |  |  |               | Alban Meuffels        | 7               | 2                     | 4                     |   |   |              |              |              |              |              |  |
|  |                 | Matthew Pierot        | 6               | 5           | 4           |  |  | 5             | Pierre-Ludovic Duclos | 6               | 6                     | 6                     |   |   |              |              |              |              |              |  |
|  | 5               | Pierre-Ludovic Duclos | 4               | 7           | 6           |  |  |               |                       |                 |                       |                       |   |   |              |              |              |              |              |  |

### Sezione 4
|  | Primo turno   | Primo turno      | Primo turno      | Primo turno | Primo turno |  |  | Secondo turno | Secondo turno    | Secondo turno    | Secondo turno    | Secondo turno    |   |   | Ultimo turno  | Ultimo turno  | Ultimo turno  | Ultimo turno | Ultimo turno |  |
|  |               |                  |                  |             |             |  |  |               |                  |                  |                  |                  |   |   |               |               |               |              |              |  |
|  | 4             | Peter Torebko    | Peter Torebko    | 4           | 64          |  |  |               |                  |                  |                  |                  |   |   |               |               |               |              |              |  |
|  |               | Artem Sitak      | Artem Sitak      | 6           | 7           |  |  | Artem Sitak   | Artem Sitak      | 7                | 3                | 2                |   |   |               |               |               |              |              |  |
|  | Nikola Mektić | Nikola Mektić    | Nikola Mektić    | 6           | 6           |  |  | Nikola Mektić | Nikola Mektić    | 64               | 6                | 6                |   |   |               |               |               |              |              |  |
|  | Clément Reix  | Clément Reix     | Clément Reix     | 3           | 4           |  |  |               |                  |                  |                  |                  |   |   | Nikola Mektić | Nikola Mektić | Nikola Mektić | 2            | 63           |  |
|  | WC            | David Pel        | David Pel        | 3           | 4           |  |  |               |                  | Márton Fucsovics | Márton Fucsovics | Márton Fucsovics | 6 | 7 |               |               |               |              |              |  |
|  | WC            | Christopher Kas  | Christopher Kas  | 6           | 6           |  |  | WC            | Christopher Kas  | 7                | 2                | 5                |   |   |               |               |               |              |              |  |
|  |               | Márton Fucsovics | Márton Fucsovics | 7           | 1           |  |  |               | Márton Fucsovics | 64               | 6                | 7                |   |   |               |               |               |              |              |  |
|  | 8             | Riccardo Ghedin  | Riccardo Ghedin  | 69          | 0r          |  |  |               |                  |                  |                  |                  |   |   |               |               |               |              |              |  |